# Кабинет Мерца
Правительство Мерца (нем. Kabinett Merz) — действующее федеральное правительство ФРГ во главе с Фридрихом Мерцем.

## Формирование
Сформировано 6 мая 2025 года по итогам парламентских выборов 23 февраля 2025 года. Девять министров представляют блок ХДС/ХСС, семь — СДПГ, один министр беспартийный. Кабинет министров вырос на одно министерство по сравнению с правительством Олафа Шольца.

## Состав кабинета
- Фридрих Мерц (ХДС) — канцлер
- Ларс Клингбайль (СДПГ) — заместитель канцлера и министр финансов
- Александр Добриндт (ХСС) — министр внутренних дел
- Катерина Райхе (ХДС) — министр экономики и энергетики
- Йоханн Вадефуль (ХДС) — министр иностранных дел
- Штефани Хубиг (СДПГ) — министр юстиции
- Бербель Бас (СДПГ) — министр труда и социальных вопросов
- Борис Писториус (СДПГ) — министр обороны
- Алоис Райнер (ХСС) — министр продовольствия и сельского хозяйства
- Карстен Вильдбергер (независимый, с 9 мая 2025 — ХДС) — министр цифровизации и модернизации.
- Карин Прин (ХДС) — министр по делам семьи, пожилых граждан, женщин и молодёжи
- Нина Варкен (ХДС) — министр здравоохранения
- Патрик Шнидер (ХДС) — министр транспорта
- Карстен Шнайдер (СДПГ) — министр окружающей среды, охраны природы, ядерной безопасности и защиты прав потребителей
- Доротея Бэр (ХСС) — министр образования и научных исследований
- Рим Алабали-Радован (СДПГ) — министр экономического сотрудничества и развития
- Верена Хуберц (СДПГ) — министр жилья, городского развития и строительства
- Торстен Фрай (ХДС) — министр по особым поручениям и глава канцелярии